# Kirmen Uribe

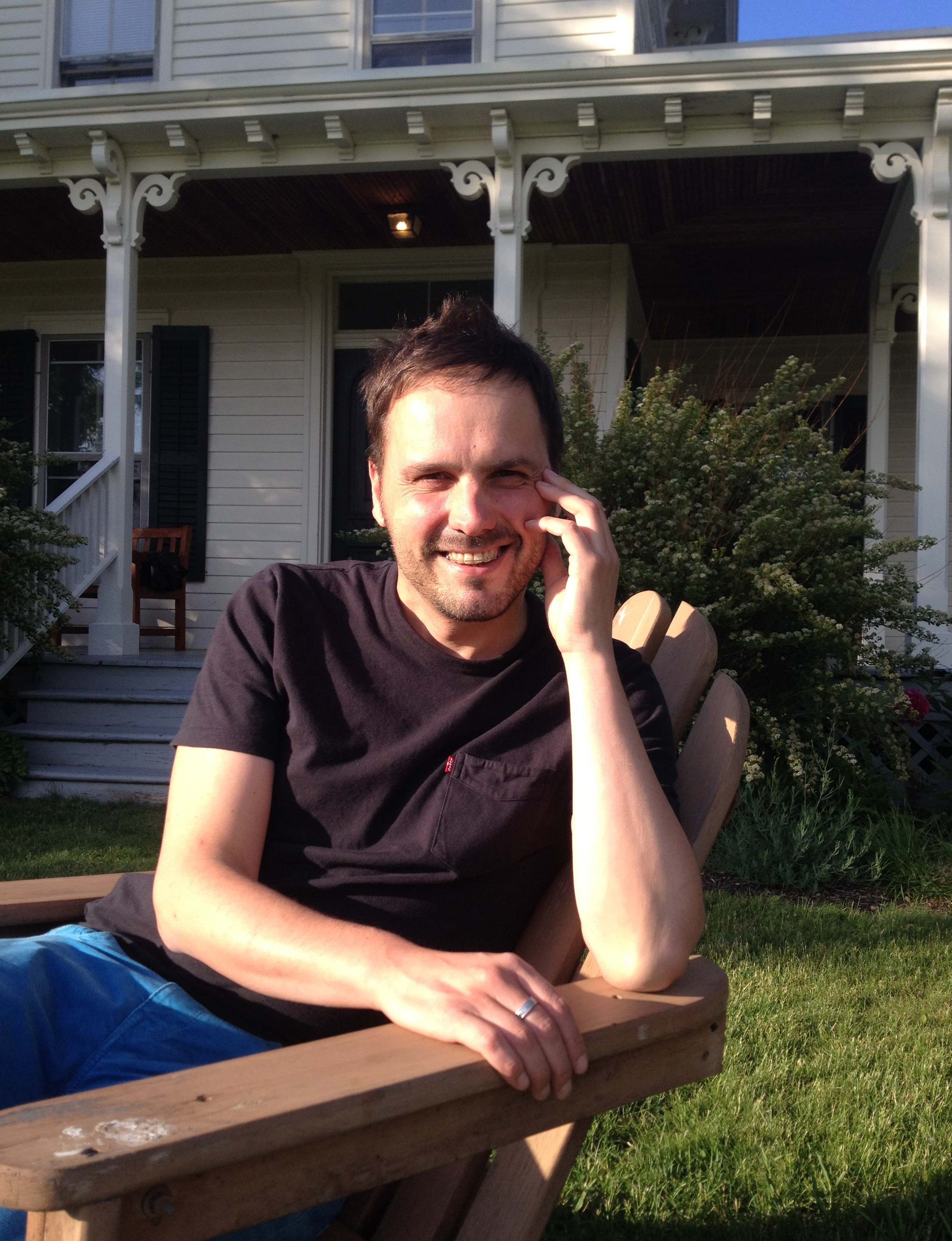
Kirmen Uribe (2015)

Kirmen Uribe Urbieta (* 5. Oktober 1970 in Ondarroa, Bizkaia) ist ein spanischer Schriftsteller. Als Gewinner des spanischen Literaturpreises Premio Nacional de Literatura wurden seine Werke in zwanzig Sprachen übersetzt, unter anderem ins Englische, Französische, Russische und Japanische.

## Leben
Er ist in einer Familie geboren, die in Ondarroa mit dem Fischfang verbunden ist. Wie sein Großvater und Urgroßvater war sein Vater Fischer und er animierte Kirmen zu einem Studium, um ein anderes Leben führen zu können. Seine Mutter entwickelte sich in den 1960er und 1970er Jahren von einer Teilnehmerin in christlichen Basisorganisationen zur Agnostikerin. Seine Mutter und seine Tante, die in einer Konservenfabrik arbeiteten, gehörten der zweiten Welle des Feminismus an, und in diesem feministischen Umfeld wurde Uribe erzogen.
Als Jugendlicher las er viel Lyrik, zum Beispiel von Leonard Cohen, Dylan Thomas und Lorca. Er begeisterte sich auch für Romane, zunächst für den klassischen und danach auch für den schmutzigen Realismus.
Uribe schloss sein Studium der baskischen Philologie in Vitoria ab und absolvierte ein Postgraduiertenstudium der Vergleichenden Literaturwissenschaft in Trient (Italien). Seinen ersten wichtige Literaturpreis erhielt er 1995, während er eine Haftstrafe wegen Ungehorsams und Verweigerung des Militärdienstes verbüßte.
Er lebt aktuell in New York.

## Literarische Laufbahn

### Poesie und Multimedia-Projekte
Er begann, Texte für Bands und Comics-Drehbücher zu schreiben. 1996 veröffentlichte er die Studie Lizardi eta erotismoa, ein Essay über die Poetik von Lizardi, den er in Zusammenarbeit mit Jon Elordi verfasste. Anschließend veröffentlichte er seine erste Gedichtsammlung im „Plakettenformat“ mit dem Titel Ekografia. Seit 2000 arbeitet er als Drehbuchautor für die Fernsehsendung über Literatur Sautrela.
Die Veröffentlichung des Gedichtbandes Bitartean heldu eskutik im Jahr 2001 war nach den Worten des Literaturkritikers von Jon Kortazar eine „stille Revolution“ im Bereich der baskischen Literatur. Es wurde mit dem Kritikerpreis für Poesie in baskischer Sprache, dem Premio de la Crítica a la Poesía en Euskera ausgezeichnet und die erste Auflage war innerhalb eines Monats ausverkauft. Er wurde ins Spanische (Visor, 2003), Französische (Castor Astral, 2006), Englische (Graywolf, 2007), Katalanische (Proa, 2010) und Russische (Gernika, 2010) übersetzt. Die Übersetzung der amerikanischen Dichterin Elizabeth Macklin stand 2007 in der Endrunde des PEN Award for Poetry in Translation für den besten ins Englische übersetzten Gedichtband in den USA.
Uribe ist Autor von Multimediaprojekten, in denen er Poesie mit verschiedenen künstlerischen Disziplinen verbindet. Im Jahr 2000 brachte er zusammen mit Mikel Urdangarin und Josu Eizagirre das Projekt Bar Puerto auf die Bühne, das Poesie, Musik, Video und mündliche Überlieferung verbindet.
Im Jahr 2003 veröffentlichte er zusammen mit den Musikern Mikel Urdangarin, Bingen Mendizabal, Rafa Rueda und dem Illustrator Mikel Valverde die Buch-CD Zaharregia, txikiegia agian (Zu alt, zu klein vielleicht), die das Ergebnis einer Reihe von Konzerten war, die die Gruppe im selben Jahr in New York gab. Der Titel stellt die Frage, ob das Baskische als Sprache nicht zu alt und zu klein sei für die Zeiten der Globalisierung. Nach der Veröffentlichung der französischen Übersetzung seiner Gedichtbände arbeitete Uribe mit dem französischen Dramatiker Francois Mouget zusammen und sie produzierten gemeinsam eine Show mit dem Titel Entre-temps donne moi la main, die auf einer dramatisierten Lesung der Gedichte mit Live-Musik basiert. Er hat auch mit dem belgischen Pianisten Wim Mertens im Rahmen mehrerer Gedicht- und Musikabende zusammengearbeitet.
Im Jahr 2013 wird er die Arbeit zusammen mit Mikel Urdangarin, Rafa Rueda, Bingen Mendizabal und Mikel Valverde fortsetzen und in New York ein Projekt ins Leben rufen, das Literatur, Musik und Zeichnung miteinander verbindet: Jainko txiki eta jostalari hura (Elkar).
Kirmen Uribe ist nicht nur Schriftsteller, sondern auch Lehrer, Drehbuchautor und Übersetzer von Gedichten von Raymond Carver, Sylvia Plath, Anne Sexton, Mahmud Darwish und Wislawa Szymborska.

### Romane
Im Jahr 2008 veröffentlichte er seinen Roman Bilbao-New York-Bilbao (Elkar), der 2008 mit dem Nationalen Kritikerpreis für Baskisch, dem Premio Nacional de la Crítica en euskera und 2009 mit dem Nationalen Literaturpreis, dem Premio Nacional de Literatura (Narrativa) ausgezeichnet wurde. Im Jahr 2010 erschienen gleichzeitig Übersetzungen ins Spanische (Seix-Barral), Galicische (Xerais) und Katalanische (Ediciones 62). Bilbao-New York-Bilbao erzählt den fiktiven Flug des Autors zwischen dem Flughafen Bilbao und den JFK in New York. Auf diesem Flug macht der Autor macht eine Gedächtnisübung und erinnert sich an den Schreibprozess eines Romans, den er über drei Generationen derselben Familie schreibt, die mit der Meereswelt verbunden ist. Bilbao-New York-Bilbao hat keine gewöhnliche Handlung, sondern basiert auf einer vernetzten Struktur, die die Entwicklung der drei Generationen mit zahlreichen Abschweifungen, Analogien und Querschnittsgeschichten verbindet.
Sein zweiter Roman Mussche setzt die Suche nach neuen Romanformen fort, indem er Biografien realer Personen als Material für die Fiktion verwendet und abwandelt (in Anlehnung an die Werke von J. M. Coetzee, Emmanuel Carrère oder Dave Eggers). Uribe erzählt seinem kürzlich verstorbenen Freund (Aitzol Aramaio) die Geschichte des belgischen Schriftstellers Robert Mussche, der 1937 während des Spanischen Bürgerkrieges ein baskisches Mädchen in sein Haus in Gent aufnahm. Die Begegnung mit dem Mädchen hat das Leben des Schriftstellers verändert. Uribe erzählt von der Beziehung, die er zu seinem Freund hatte, und versetzt sich in die Lage von Robert Mussche. Der Roman wurde innerhalb von zwei Monaten im Frühjahr 2012 in Sausalito, Kalifornien, in einem Kreativzentrum namens Headlands Center for the Arts geschrieben. Dieses Werk wurde in mehrere Sprachen übersetzt, u. a. ins Spanische, Katalanische, Galicische und Japanische.
Sein neuester Roman Elkarrekin esnatzeko ordua setzt die Wiederherstellung des zum Schweigen gebrachten Lebens in der Fiktion fort. Er erzählt die Geschichte von Karmele Urresti, einer baskischen Krankenschwester, die 1937 nach Paris ins Exil geht, wo sie Teil der Eresoinka, der baskischen Kulturbotschaft im Exil, ist. Dort lernt sie ihren zukünftigen Ehemann, den Musiker Txomin Letamendi, kennen. Gemeinsam reisen sie durch Europa, doch als Paris in deutsche Hände fällt, fliehen sie nach Venezuela. In Caracas hält die Geschichte erneut Einzug in ihr Leben. Txomin beschließt, dem baskischen Geheimdienst beizutreten (der dem US-Geheimdienst OSS und dem FBI unterstellt ist), und die Familie muss mitten im Zweiten Weltkrieg nach Europa zurückkehren. Txomin spioniert die Faschisten aus, bis er in Barcelona verhaftet wird, zu Zeiten einer Diktatur, die er nicht überleben wird. Karmele muss alles riskieren und geht, wieder alleine, nach Venezuela, in ein zweites Exil. JA Masoliver Ródenas schrieb in der spanischen Tageszeitung La Vanguardia über den Roman: „Kirmen Uribes direkte und präzise Prosa sollte uns nicht täuschen: Sie ist das Ergebnis von Präzision, nicht von Einfachheit. Sein Hintergrund ist der eines kosmopolitischen und anspruchsvollen Schriftstellers (...) Ein Schriftsteller mit großem Talent“. Der Roman wurde gleichzeitig auf Baskisch (Susa), Spanisch (Seix Barral) und Katalanisch (Edicions 62) veröffentlicht und gewann 2016 den spanischen Kritikerpreis (Premio de la Crítica Española in der Rubrik „Erzählung auf Baskisch“) und den Preis der Baskischen Leser-Akademie 111 Akademia saria (Bestes Buch des Jahres 2016).

### Kinder- und Jugendliteratur
Parallel dazu hat er mehrere Kinder- und Jugendbücher geschrieben. Im Jahr 2003 veröffentlichte er den ersten Teil der Kurzromanreihe Garmendia, eine Reihe von Abenteuern und Humor, die von den Abenteuern eines Schafhirten erzählt, der Ende des 19. Jahrhunderts in den Wilden Westen auswandert und zum Revolverhelden wird, ohne einen einzigen Schuss abzugeben. Bei einer Abstimmung unter den Schülern der Sekundarstufe in Gipuzkoa erhielt er den Premio Liburu berria. Für die Jüngsten hat er die Geschichte Guti geschrieben, die Geschichte eines Hundes, dessen Boot abgewrackt wird, und Ez naiz ilehoria, eta ze?, die die Geschichte von Amira erzählt, einem marokkanischen Mädchen, dem es schwerfällt, in Vitoria Freunde zu finden.

## Internationales Profil
Kirmen Uribe hat an zahlreichen internationalen Literaturveranstaltungen teilgenommen, unter anderem an der World Voices von New York (veranstaltet vom amerikanischen PEN-Club), dem Internationalen Poesiefestival Berlin, dem Taipei International Poetry Festival (Taiwan), dem Manchester Literature Festival, dem Festival ¡Mira! in Bordeaux und dem Literaturfestival von Vilenica (Slowenien). Darüber hinaus hat er Lesungen an der Stanford University (Kalifornien), der New York University, der CUNY, dem California Institute of The Arts in Los Angeles, der University of California in San Diego, der Fu-Jen Catholic University of Tai-pei oder an der Universität Warschau gehalten.
Seine Gedichte sind auch in Literaturzeitschriften und in Anthologien erschienen. Im Mai 2003 veröffentlichte The New Yorker das Gedicht Maitza. Im Jahr 2006 veröffentlichte Lyrikline, die in Berlin ansässige Website für Dichter aus aller Welt, zehn ins Deutsche übersetzte Gedichte von Uribe. Im Jahr 2008 wurden in der von den amerikanischen Kritikern Kevin Prufer und Wayne Millar herausgegebenen Anthologie New European Poetry drei Gedichte von Uribe veröffentlicht.
Im Jahr 2017 wurde er von der University of Iowa zu ihrer International Writers Residency (IWP) eingeladen.
2017 wurde er vom Institut Etxperare zur Buchmesse in Guadalajara (FIL) (Mexiko) eingeladen, um für Literatur in baskischer Sprache zu werben.
Im Jahr 2018 erhielt er ein Stipendium des Cullman Center (New York Public Library) für seinen Aufenthalt in New York in den Jahren 2018–2019 und die Untersuchung von Edith Wynner und seinem Roman La vida anterior de los delfines. Seit diesem Jahr lebt er mit seiner Familie in New York, wo er im Rahmen des MFA-Studiengangs Schreiben an der New York University (NYU) unterrichtet.

## Veröffentlichte Werke

### Romane
- 1996: Lizardi eta erotismoa (Alberdania, Essay).
- 2001: Bitartean heldu eskutik (Susa, Poesie); Zweisprachige Ausgabe baskisch-spanisch Mientras tanto dame la mano (Visor, 2003)
- 2001: Bar Puerto. Bazterreko ahotsak (Gaztelupeko hotsak, Buch mit CDs)
- 2003: Zaharregia, txikiegia agian Gaztelupeko hotsak, 2003, (Buch mit CDs)
- 2007: Portukoplak (Elkar)
- 2008: Bilbao-New York-Bilbao (Elkar-Seix Barral, Roman)
- 2012: Mussche (span.: Lo que mueve el mundo) (Susa-Seix Barral, Roman)
- 2016: Elkarrekin esnatzeko ordua (span.: La hora de despertarnos juntos) (Susa-Seix Barral, Roman)
- 2019: 17 segundo (Susa, Poesie)
- 2021: Izurdeen aurreko bizitza (span.: La vida anterior de los delfines) (Susa-Seix Barral, Roman)

### Kinder- und Jugendliteratur
- 2003: Ez naiz ilehoria, eta zer? (Elkar)
- 2003: Garmendia eta zaldun beltza (Elkar)
- 2006: Garmendia errege (Elkar); ausgezeichnet mit dem Premio Liburu Gaztea (2006)
- 2005: Guti (Elkar)
- 2006: Garmendia eta Fannyren sekretua (Elkar)

## Preise
- 2002: Premio de la Crítica (Poesie in Baskisch) für Bitartean heldu eskutik
- 2009: Premio Nacional de Literatura (Erzählung) für Bilbao-New York-Bilbao
- 2009: Premio de la Crítica (Erzählung auf Baskisch) für Bilbao-New York-Bilbao
- 2010: Premio de Periodismo El Correo-Vocento, für seinen Artikel El derecho a la individualidad
- 2014: Premio Rosalía de Castro (PEN Club Galizisch)[13]
- 2016: Premio de la Crítica (Erzählung auf Baskisch) für La hora de despertarnos juntos (bask.: Elkarrekin esnatzeko ordua)
- 2016: Premio de la Academia 111 de lectores vascos für La hora de despertarnos juntos (bask.: Elkarrekin esnatzeko ordua)
- Cullman-Stipendium von der The New York Public Library für La vida anterior de los delfines (bask.: Izurdeen aurreko bizitza)